# Guy W. Talbot State Park
Der Guy W. Talbot State Park ist ein 153 ha großer State Park im Multnomah County im US-Bundesstaat Oregon. Der Park liegt am Historic Columbia River Highway in der Columbia River Gorge. Da er etwas abgelegener liegt, ist der Park selten überlaufen. Hauptattraktion sind die Latourell Falls, ein 75 m hoher Wasserfall des Latourell Creek, der in freiem Fall über eine moosbewachsene Felsklippe stürzt. Vom Parkplatz führt ein 140 m langer Weg zum Fuß der Fälle. Daneben gibt es im Schatten alter Bäume einen Picknickplatz. An den Park grenzt das George W. Joseph State Natural Area, in der Nähe liegen der Rooster Rock State Park und der Shepperd’s Dell State Park.

## Flora und Fauna
Der Picknickplatz ist von alten Exemplaren von Lawsons Scheinzypresse, Douglasien und anderen Bäumen umstanden. Die kühle Gischt des Wasserfalls lässt am Felsen Scharfes Berufkraut, eine Blumenart der Asterfamilie wachsen, die sonst nur in alpinen Regionen vorkommt.

## Geschichte
Nach einer Legende der Native Americans wurde die schöne Frau des Koyotengottes Speelyai in den Wasserfall verwandelt, als sie ihn verlassen wollte. Das Gelände um den Wasserfall gehörte einst dem Industriellen Guy Webster Talbot aus Portland, der hier ein Sommerhaus besaß. 1929 vermachte er das Gelände dem Staat Oregon. Das Civilian Conservation Corps legte zwischen 1933 und 1935 die ersten Wege im Parkgebiet an. Durch Schenkungen des Multnomah County und durch Ankäufe erhielt der Park bis 1984 seine heutige Größe.